# La bataille de Silenrieux-Boussu
 (août 2025).
Motif : l'utilisateur qui a apposé ce bandeau n'a pas précisé le motif de la pose.
- Archive Wikiwix
- Bing
- Cairn
- DuckDuckGo
- E. Universalis
- Gallica
- Google
- G. Books
- G. News
- G. Scholar
- Persée
- Qwant
- (zh) Baidu
- (ru) Yandex

| 1. | Préciser le motif de la pose du bandeau. | Précisez le motif de la pose du bandeau en utilisant la syntaxe suivante : {{admissibilité à vérifier\|date=août 2025\|motif=remplacez ce texte par le motif}}                                        |
| 2. | Informer les utilisateurs concernés.     | Pensez à avertir le créateur de l'article, par exemple, en insérant le code ci-dessous sur sa page de discussion : {{subst:avertissement admissibilité à vérifier\|La bataille de Silenrieux-Boussu}} |

 (août 2025).
 (août 2025).
Si vous disposez d'ouvrages ou d'articles de référence ou si vous connaissez des sites web de qualité traitant du thème abordé ici, merci de compléter l'article en donnant les références utiles à sa vérifiabilité et en les liant à la section « Notes et références ».
 (août 2025).
La mise en forme du texte ne suit pas les recommandations de Wikipédia : il faut le « wikifier ».
Les points d'amélioration suivants sont les cas les plus fréquents :
- Les titres sont pré-formatés par le logiciel. Ils ne sont ni en capitales, ni en gras.
- Le texte ne doit pas être écrit en capitales (les noms de famille non plus), ni en gras, ni en italique, ni en « petit »…
- Le gras n'est utilisé que pour surligner le titre de l'article dans l'introduction, une seule fois.
- L'italique est rarement utilisé : mots en langue étrangère, titres d'œuvres, noms de bateaux, etc.
- Les citations ne sont pas en italique mais en corps de texte normal. Elles sont entourées par des guillemets français : « et ».
- Les listes à puces sont à éviter, des paragraphes rédigés étant largement préférés. Les tableaux sont à réserver à la présentation de données structurées (résultats, etc.).
- Les appels de note de bas de page (petits chiffres en exposant, introduits par l'outil «  Source ») sont à placer entre la fin de phrase et le point final[comme ça].
- Les liens internes (vers d'autres articles de Wikipédia) sont à choisir avec parcimonie. Créez des liens vers des articles approfondissant le sujet. Les termes génériques sans rapport avec le sujet sont à éviter, ainsi que les répétitions de liens vers un même terme.
- Les liens externes sont à placer uniquement dans une section « Liens externes », à la fin de l'article. Ces liens sont à choisir avec parcimonie suivant les règles définies. Si un lien sert de source à l'article, son insertion dans le texte est à faire par les notes de bas de page.
- La présentation des références doit suivre les conventions bibliographiques. Il est recommandé d'utiliser les modèles {{Ouvrage}}, {{Chapitre}}, {{Article}}, {{Lien web}} et/ou {{Bibliographie}}. Le mode d'édition visuel peut mettre en forme automatiquement les références.
- Insérer une infobox (cadre d'informations à droite) n'est pas obligatoire pour parachever la mise en page.

Pour une aide détaillée, merci de consulter Aide:Wikification.
Si vous pensez que ces points ont été résolus, vous pouvez retirer ce bandeau et améliorer la mise en forme d'un autre article.

## Les enjeux importants de cette bataille
Pour les français, l’objectif était de reconquérir les pays bas autrichiens en déployant toutes les armées de Sedan à Dunkerque. Pour cela, il fallait que l’armée française des Ardennes sous les ordres du général Charbonnier puisse rejoindre l’armée du nord commandée par le général Pichegru. Cependant, les autrichiens de Kaunitz occupaient les environs de Walcourt et Beaumont.

## Les étapes avant le jour de la principale bataille
Le 20 avril, le général Charbonnier reçut l’ordre de se diriger avec son armée vers Beaumont à partir de Philippeville pour rejoindre l’armée française du nord. 
Le 21 avril, 10 bataillons des troupes françaises prenaient position à Villers-deux-églises. 
Le 22 avril, le général français Hardy chasse les troupes autrichiennes commandées par Dagenschild du dessus des gorges de Silenrieux et il installe les troupes françaises au dessus de la vallée de l’Eau d’Heure et de l’Eau d’Yves (à Vogenée, Daussois, et principalement à Silenrieux). Le général Charbonnier sera fier de ses troupes et fera le rapport suivant : « nous avons été aux prises depuis 6 H du matin jusqu’à la nuit tombante avec les troupes ennemies. Nous leur avons fait perdre un lieue et ½ de terrain et nous avons pris position sur les hauteurs entre Daussois et Walcourt, une position telle qu’il ne peut prendre l’ennemi l’envie de nous en débusquer, il leur en couterait trop . … faire prendre un peu de repos à la troupe… L’ennemi a perdu 200 hommes au moins et nous n’avons presque point eu de blessés ou tués ».
Le 23 avril, l’avant garde française se trouve à Nazareth ( Silenrieux) au dessus de la vallée de l’Eau d’Heure. Le général Hardy décide de renforcer sa position en demandant des chevaux pour l’artillerie et des sapeurs pour construire une redoute appelée « Minerve » qui se trouvait près de la chapelle de l’ange gardien à Silenrieux. Les habitants de Silenrieux et des villages voisins aideront aussi à la construction de cette redoute. Elle servira à défendre les hauteurs conquises et d’avoir une bonne surveillance sur la vallée. Le général fera aussi déporté des régiments dans le village de Soumoy et Daussois et installera une batterie « au forêt » près de Nazareth (Silenrieux).
Quant aux autrichiens, leur troupe était commandée par le général Dagenschild et occupait les villages d’Erpion et Boussu (l’autre versant de la vallée de l’Eau d’Heure sur les hauteurs de Silenrieux) avec des postes avancés qui tenaient la gorge de Silenrieux, les forges de Battefer et Walcourt.
Le 24 avril, l’armée du général Charbonnier se positionne sur les hauteurs conquises avec 16000 à 18000 hommes. La redoute » Minerve » est toujours en construction. Il met le 23ème de cavalerie à Daussois, 7 compagnies d’infanterie légère dans les bois au nord de Silenrieux à la limite avec Walcourt (lieu-dit « les bourguignons »), le 20ème chasseurs à cheval  à Villers et Senzeilles, les 5ème dragons et 2 compagnies du 9ème d’infanterie à Soumoy et l’avant garde du général Hardy à Nazareth et Béthléem ( Silenrieux) avec le 26ème d’infanterie légère, 6 compagnies de grenadiers, le 11ème chasseurs à cheval, 4 pièces d’artillerie légère et les batteries installées «  au forêt ».
Quant aux autrichiens commandés par le colonel de Gottesheim, ils faisaient face depuis 4 jours à des attaques répétées des français et réclamaient des renforts à Kaunitz. Finalement, Kaunitz ordonna la retraite des soldats autrichiens de la gorge de Silenrieux où se trouvait le village pour mieux se défendre sur les hauteurs à Boussu-lez-Walcourt car les français avaient déjà pris position à Battefer (forge, haut fourneau et cense à Silenrieux) suite à un combat où la cense fut incendiée et les bêtes brulées.
Le 25 avril, le général Charbonnier renforce l’avant garde qui est à Nazareth de la 172ème demi-brigade, du 1er bataillon de la Sarthe, de 4 compagnies de grenadiers, du 20ème régiment des chasseurs à cheval, de l’escadron du 5ème dragon et de 6 pièces d’artillerie (qui furent placées au sud ouest de Silenrieux près des batteries).
L’avant garde au total c’est le 26ème  bataillon d’infanterie légère, 10 compagnies de grenadiers, la 172ème demi-brigade, le1er bataillon de la Sarthe, le 2ème  bataillon du Nord, le 9ème  de Seine et Oise, les 11ème et 20ème  chasseurs à cheval, un escadron du 5ème dragons, soit 6000 fantassins , 800 cavaliers et 12 pièces d’artillerie ( 2 de 12, 4 de 8, 2 obusiers de 6 pouces , 4 pièces d’artillerie légère dont 2 obusiers). (7600 combattants d’après l’adjudant Cacault)
Quant aux autrichiens, ils mirent leur batterie dans un chemin profond près de la place communale à Boussu et derrière la chapelle du vieux calvaire  à Silenrieux (l’autre versant de la vallée de l’Eau d’Heure). Ils avaient renforcé tous les postes de son aile droite et la cense de la Valentinoise (hameau de Silenrieux) avec 1 bataillon, un escadron et 3 compagnies.

## Le  jour de la bataille le 26 avril 1794.
Le positionnement des troupes
Vers 1 heure du matin, on mit les positions en place : 6 compagnies de grenadiers se glisseront au nord de Silenrieux dans le ravin de Walcourt et occuperont les bois au nord de Battefer (Marlère et Terginsart) ; l’artillerie prendra position « au forêt » pour battre le ravin de Boussu et la gorge de Silenrieux avec 2 escadrons de hussards ( 2 pièces d’artillerie resteront en réserve en face de la ferme de Jerusalem) ; toute la cavalerie de l’avant garde se rassemblera au sud pour observer Boussu et la route qui conduit à Beaumont ; la 26ème demi-brigade se mettra en face de la forge de Féronval ( ou 26ème bataillon d’infanterie légère) ; la 172ème demi-brigade sera en face du ravin de Silenrieux ( en face du village ) ; entre la 172ème et la cavalerie, il y aura le 2ème du nord et le 9ème de Seine et Oise ; les réserves à la ferme de Jérusalem dont le 2ème de vendée, le 2ème du finistère et le 8ème du Pas de calais, ….
Le déroulement de la bataille
Vers 2H du matin, les opérations de diversion commencent avec le général Lorge sur la droite de Walcourt, le général Dérobaz sur Florennes et le général Waliche sur Dinant.
Entre 2H et 3H du matin, Le général Hardy donne l’ordre aux 6 compagnies de grenadiers de marcher sur Battefer et Walcourt et de s’y maintenir afin d’assurer le flanc droit et de s’emparer de la lisière du bois de Gomaireu (territoire de Silenrieux) situé près de Boussu sur l’autre versant de la vallée  ; à la 26ème demi-brigade ( 6 compagnies) de s’emparer de la forge de Féronval et du bois de Spèche (près de Boussu) ; à la 172ème de franchir le ravin en face de Silenrieux en attaquant tous les postes de défense qui se trouvent dans la gorge et de les repousser sur les hauteurs, puis déboucher sur le plateau de Boussu  par les grands ruaux et avec comme objectif de se placer au nord de Boussu face au bois de Gomaireu ; l’artillerie doit préparer ce débouché sur le plateau de Boussu par des feux croisés et nourris.
Vers 3H du matin, l’avant garde du général Hardy à Nazareth est prête pour le combat ; les hostilités commencèrent et l’artillerie commença par battre les hauteurs de Boussu par un feu croisé pour aider les hommes et chevaux à déboucher dans la vallée de Silenrieux.
Suivant les opérations décrites ci-dessus, un détachement de cavalerie du 11ème chasseur à cheval parvient à faire enlever un poste de 8cavaliers placés sur la route de Boussu à Silenrieux. Une fois ce poste enlevé, la cavalerie des 5ème dragons, le 11ème et le 20ème chasseur à cheval débouchent sur le plateau de Boussu en avant et à gauche de la 172ème demi-brigade qui prend aussi pied sur le plateau de Boussu avec l’appui de l’artillerie en venant du village de Silenrieux. Du côté nord, les grenadiers avancent aussi et parviennent sur le plateau par la vallée de grand ry. Par la suite, le 2ème bataillon du nord et le 9ème de Seine et Oise franchiront le ravin de Silenrieux pour mettre l’aile gauche de la 172ème demi-brigade à l’abri de toute surprise de la cavalerie ennemie située à Barbençon. La gorge de Silenrieux fut forcée après 4 heures d’une opiniâtre résistance à la baïonnette ( 400 autrichiens tués et 20 français pour la traversée de la gorge selon des sources françaises). Après avoir atteint l’objectif et s’être placé à l’endroit désigné au nord de Boussu en face du bois de Gomaireu, l’artillerie franchit à son tour le ravin pour appuyer l’infanterie. Celle-ci supérieure aux autrichiens au niveau calibre fait taire l’ennemi et prépare l’attaque finale de Boussu et au nord du bois vers la Valentinoise (hameau de Silenrieux). En couvrant d’obus le village de Boussu et le bois de Gomaireu, la 26ème demi-brigade s’élance sur le bois. Après de rude combat pour s’approprier les environs du bois de Gomaireu, les autrichiens se retirent sur Fontenelle et évacue le village de Boussu sur lequel Hardy avait lancé une charge à la baïonnette.
A la fin, la réserve débouche à son tour sur le plateau.

## Le lendemain de la principale bataille (le 27 avril)
Le 27 avril dès l’aube, le colonel autrichien de Gottesheim qui avait reçu des renforts à la Valentinoise était attaqué aux 2 ailes par les troupes du camp de Daussois.
Après cette bataille, de nombreuses maisons du village de Silenrieux avaient été détruites et pillées.
Quant aux français, ils pouvaient aller rejoindre l’armée du nord pour occuper par la suite tous les Pays-Bas autrichiens et la principauté de Liège qu’ils occuperont jusque 1814. 

## Les sources

### [2]les archives de l'armée de terre à vincennes
1. ↑  Les archives du service historique de l'armée de terre à Vincennes, château de Vincennes.

-les armées de la subdivision nord 1791-1801, liasse B1 5 à 7, 28 à 31, 104, 105, 136,215,223,249,253,298,308.
2. ↑  Les archives du service historique de l'armée de terre de Vincennes, château de Vincennes : -les armées de la subdivision nord 1791-1801 , liasse B1 de 5 à 7, de 28 à 31, 104, 105, 136, 215, 223, 249, 253, 298 et 308
-